# Formel 1-VM 1980
Formel 1-VM 1980 hade 14 deltävlingar som kördes under perioden 13 januari-5 oktober. Förarmästerskapet vanns av australiern Alan Jones och konstruktörsmästerskapet av Williams-Ford.

## Vinnare
- Förare:  Alan Jones, Australien, Williams-Ford
- Konstruktör:  Williams-Ford, Storbritannien

## Grand Prix 1980
| Grand Prix                 | Datum        | Bana           | Vinnande förare       | Vinnande tillverkare |   |
| -------------------------- | ------------ | -------------- | --------------------- | -------------------- | - |
| Argentinas Grand Prix      | 13 januari   | Buenos Aires   | Alan Jones            | Williams-Ford        | * |
| Brasiliens Grand Prix      | 27 januari   | Interlagos     | René Arnoux           | Renault              | * |
| Sydafrikas Grand Prix      | 1 mars       | Kyalami        | René Arnoux           | Renault              | * |
| USA:s Grand Prix West      | 30 mars      | Long Beach     | Nelson Piquet         | Brabham-Ford         | * |
| Belgiens Grand Prix        | 4 maj        | Zolder         | Didier Pironi         | Ligier-Ford          | * |
| Monacos Grand Prix         | 18 maj       | Monte Carlo    | Carlos Reutemann      | Williams-Ford        | * |
| Frankrikes Grand Prix      | 29 juni      | Paul Ricard    | Alan Jones            | Williams-Ford        | * |
| Storbritanniens Grand Prix | 13 juli      | Brands Hatch   | Alan Jones            | Williams-Ford        | * |
| Tysklands Grand Prix       | 10 augusti   | Hockenheimring | Jacques Laffite       | Ligier-Ford          | * |
| Österrikes Grand Prix      | 17 augusti   | Österreichring | Jean-Pierre Jabouille | Renault              | * |
| Nederländernas Grand Prix  | 31 augusti   | Zandvoort      | Nelson Piquet         | Brabham-Ford         | * |
| Italiens Grand Prix        | 14 september | Imola          | Nelson Piquet         | Brabham-Ford         | * |
| Kanadas Grand Prix         | 28 september | Montréal       | Alan Jones            | Williams-Ford        | * |
| USA:s Grand Prix East      | 5 oktober    | Watkins Glen   | Alan Jones            | Williams-Ford        | * |

## Grand Prix utanför VM 1980
| Grand Prix /Race    | Datum  | Bana   | Vinnande förare | Vinnande tillverkare |
| ------------------- | ------ | ------ | --------------- | -------------------- |
| Spaniens Grand Prix | 1 juni | Jarama | Alan Jones      | Williams-Ford        |

## Stall, nummer och förare 1980
| Stall/Tillverkare                   | Nummer | Förare                                 |
| ----------------------------------- | ------ | -------------------------------------- |
| Alfa Romeo                          | 22     | Patrick Depailler, Frankrike           |
| Alfa Romeo                          | 22     | Vittorio Brambilla, Italien            |
| Alfa Romeo                          | 22     | Andrea de Cesaris, Italien             |
| Alfa Romeo                          | 23     | Bruno Giacomelli, Italien              |
| Arrows-Ford                         | 29     | Riccardo Patrese, Italien              |
| Arrows-Ford                         | 30     | Jochen Mass, Tyskland                  |
| Arrows-Ford                         | 30     | Mike Thackwell, Nya Zeeland            |
| Arrows-Ford                         | 30     | Manfred Winkelhock, Tyskland           |
| ATS-Ford                            | 9      | Marc Surer, Schweiz                    |
| ATS-Ford                            | 9, 10  | Jan Lammers, Nederländerna             |
| ATS-Ford                            | 10     | Harald Ertl, Österrike                 |
| Brabham-Ford                        | 5      | Nelson Piquet, Brasilien               |
| Brabham-Ford                        | 6      | Ricardo Zunino, Argentina              |
| Brabham-Ford                        | 6      | Hector Rebaque, Mexiko                 |
| Brands Hatch Racing (Williams-Ford) | 43     | Desiré Wilson, Sydafrika               |
| Ensign-Ford                         | 14     | Clay Regazzoni, Schweiz                |
| Ensign-Ford                         | 14     | Tiff Needell, Storbritannien           |
| Ensign-Ford                         | 14     | Jan Lammers, Nederländerna             |
| Ensign-Ford                         | 41     | Geoff Lees, Storbritannien             |
| Ferrari                             | 1      | Jody Scheckter, Sydafrika              |
| Ferrari                             | 2      | Gilles Villeneuve, Kanada              |
| Fittipaldi-Ford                     | 20     | Emerson Fittipaldi, Brasilien          |
| Fittipaldi-Ford                     | 21     | Keke Rosberg, Finland                  |
| Ligier-Ford                         | 25     | Didier Pironi, Frankrike               |
| Ligier-Ford                         | 26     | Jacques Laffite, Frankrike             |
| Lotus-Ford                          | 11     | Mario Andretti, USA                    |
| Lotus-Ford                          | 12     | Elio de Angelis, Italien               |
| Lotus-Ford                          | 43     | Nigel Mansell, Storbritannien          |
| McLaren-Ford                        | 7      | John Watson, Storbritannien            |
| McLaren-Ford                        | 8      | Alain Prost, Frankrike                 |
| McLaren-Ford                        | 8      | Stephen South, Storbritannien          |
| Osella-Ford                         | 31     | Eddie Cheever, USA                     |
| RAM (Williams-Ford)                 | 50     | Rupert Keegan, Storbritannien          |
| RAM (Williams-Ford)                 | 51     | Kevin Cogan, USA                       |
| RAM (Williams-Ford)                 | 51     | Geoff Lees, Storbritannien             |
| Renault                             | 15     | Jean-Pierre Jabouille, Frankrike       |
| Renault                             | 16     | René Arnoux, Frankrike                 |
| Shadow-Ford                         | 17     | Stefan "Lill-Lövis" Johansson, Sverige |
| Shadow-Ford                         | 17     | Geoff Lees, Storbritannien             |
| Shadow-Ford                         | 18     | Dave Kennedy, Irland                   |
| Tyrrell-Ford                        | 3      | Jean-Pierre Jarier, Frankrike          |
| Tyrrell-Ford                        | 4      | Derek Daly, Storbritannien             |
| Tyrrell-Ford                        | 43     | Mike Thackwell, Nya Zeeland            |
| Williams-Ford                       | 27     | Alan Jones, Australien                 |
| Williams-Ford                       | 28     | Carlos Reutemann, Argentina            |

## Slutställning förare 1980
| Placering | Förare                | Konstruktör     | Poäng |
| --------- | --------------------- | --------------- | ----- |
| 1         | Alan Jones            | Williams-Ford   | 67    |
| 2         | Nelson Piquet         | Brabham-Ford    | 54    |
| 3         | Carlos Reutemann      | Williams-Ford   | 42    |
| 4         | Jacques Laffite       | Ligier-Ford     | 34    |
| 5         | Didier Pironi         | Ligier-Ford     | 32    |
| 6         | René Arnoux           | Renault         | 29    |
| 7         | Elio de Angelis       | Lotus-Ford      | 13    |
| 8         | Jean-Pierre Jabouille | Renault         | 9     |
| 9         | Riccardo Patrese      | Arrows-Ford     | 7     |
| 10        | Keke Rosberg          | Fittipaldi-Ford | 6     |
| 11        | John Watson           | McLaren-Ford    | 6     |
| 12        | Derek Daly            | Tyrrell-Ford    | 6     |
| 13        | Jean-Pierre Jarier    | Tyrrell-Ford    | 6     |
| 14        | Gilles Villeneuve     | Ferrari         | 6     |
| 15        | Emerson Fittipaldi    | Fittipaldi-Ford | 5     |
| 16        | Alain Prost           | McLaren-Ford    | 5     |
| 17        | Jochen Mass           | Arrows-Ford     | 4     |
| 18        | Bruno Giacomelli      | Alfa Romeo      | 4     |
| 19        | Jody Scheckter        | Ferrari         | 2     |
| 20        | Mario Andretti        | Lotus-Ford      | 1     |
| 21        | Hector Rebaque        | Brabham-Ford    | 1     |

## Slutställning konstruktörer 1980
| Placering | Konstruktör     | Poäng |
| --------- | --------------- | ----- |
| 1         | Williams-Ford   | 120   |
| 2         | Ligier-Ford     | 66    |
| 3         | Brabham-Ford    | 55    |
| 4         | Renault         | 38    |
| 5         | Lotus-Ford      | 14    |
| 6         | Tyrrell-Ford    | 12    |
| 7         | Arrows-Ford     | 11    |
| =         | Fittipaldi-Ford | 11    |
| =         | McLaren-Ford    | 11    |
| 10        | Ferrari         | 8     |
| 11        | Alfa Romeo      | 4     |
| 12        | ATS-Ford        | 0     |
| =         | Ensign-Ford     | 0     |
| =         | Osella-Ford     | 0     |
| =         | Shadow-Ford     | 0     |